# Crisia transversata
Crisia transversata är en mossdjursart som beskrevs av Brood 1976. Crisia transversata ingår i släktet Crisia och familjen Crisiidae. Inga underarter finns listade i Catalogue of Life.